# Jean-Baptiste-René Rabeau
Jean-Baptiste-René Rabeau, né au manoir de Chauvigné à Denazé le 19 novembre 1766, mort en avril ou mai 1810, prêtre français, missionnaire au Siam. Il s'agit de l'oncle du cardinal Guillaume Meignan. Son frère Louis Rabeau était établi à Craon.

## Biographie
Il effectue ses études au collège de Château-Gontier, puis au grand séminaire d'Angers, où il se distingue en théologie. Il y reçoit le sacerdoce en 1789, et devient peu après vicaire à La Chapelle-Craonnaise. Il était diacre et est ordonné en 1791. En 1792, il refuse de prêter le serment constitutionnel. Il est arrêté par les soldats de Craon, et mené à Laval, où il est emprisonné avec d'autres prêtres à l'église des Cordeliers de Laval. Il est ensuite déporté par la loi du 26 août 1792 à Jersey. Il rejoint l'Angleterre en 1796 à la suite des menaces d'envahissement des îles anglo-normandes par le général Hoche. À Winchester, il prend en charge la paroisse des Toulonnais. Il sollicite son admission aux Missions Etrangères auprès de Alary et de Denis Chaumont. Il est agréé et immédiatement destiné au Siam.
Il s'embarque à Portsmouth, le 26 avril 1800 sur le Nelson, et arrive à Calcutta le 16 novembre. Il est désigné pour évangéliser le Siam, où il doit rejoindre l'évêque de Métellopolis (de) Arnaud-Antoine Garnault. Après plusieurs voyages à Saïgon, Malacca, il arrive à Bangkok où il s'occupe d'un groupe des Cambodgiens, prisonniers de guerre. Il est nommé provicaire en 1809. Il doit se rendre à Penang où il devait aider Claude Letondal.
Il fait escale dans l'île de Jongselang. La guerre a éclaté entre les Birmans et les Siamois : les Birmans assiègent Jongselang la nuit même où arrive Rabeau. Rabeau, avec le prêtre indigène Jean-Baptiste Paschal, se réfugie dans la citadelle. La flotte birmane est sous les ordres du capitaine français Jean Barthel.
Rabeau s'embarque sur un des navires birmans. Pendant le voyage, les matelots veulent tuer le capitaine français. Le prêtre et le capitaine sont jetés à la mer dans le golfe du Bengale. Il meurt ainsi en avril ou mai 1810. En 1811, un service solennel est organisé en sa mémoire dans l'église de Denazé, en présence de l'abbé Ménochet, délégué de l'évêque du Mans, qui avait été son compagnon d'exil en Angleterre.